# Wulstlinge
Die  Wulstlinge  (Amanita) sind eine große Pilzgattung aus der Familie der Wulstlingsverwandten (Amanitaceae). Dazu zählen auch die Artengruppen, die auf Deutsch als Kaiserlinge, Knollenblätterpilze und Scheidenstreiflinge bezeichnet werden. In Europa kommen rund 100 Arten, Varietäten und Formen vor bzw. sind dort zu erwarten. Einige Spezies wie der Perlpilz und der Orangegelbe Scheidenstreifling gelten als gute Speisepilze. Etliche Arten sind dagegen giftig, darunter der Grüne Knollenblätterpilz, der Pantherpilz und der Fliegenpilz. Letzterer Pilz ist die Typusart der Gattung.

## Etymologie
Die Herkunft des Wortes Amanita ist nicht eindeutig geklärt. Helmut Genaust vermutet eine Ableitung von griechisch Amanos, dem Küstengebirge am Golf von İskenderun, als Bezeichnung nach der Herkunft.

## Merkmale
Die Arten der Gattung Amanita sind in der Regel mittelgroße, (meist) zentral gestielte Blätterpilze mit freien oder fast freien, meist weißen, seltener gelblichen bis gelben, gedrängt stehenden Lamellen. Hut und Stiel sind meist leicht voneinander trennbar. Der Hutrand ist nicht eingerollt, er kann gerieft oder nicht gerieft sein.
Die Wulstlinge besitzen ein Velum universale, das an den reifen Fruchtkörpern als Volva (Scheide) und/oder Hutschuppen nachweisbar ist. Die Hutschuppen sind nicht radial orientiert, sondern erscheinen zufällig verteilt. Das Velum partiale bleibt bei reifen Fruchtkörpern als häutiger, geriefter oder glatter Ring (Manschette) zurück. Es fehlt in der Gruppe Amanitopsis (Streiflinge oder Scheidenstreiflinge), dann entspringt der Stiel einer deutlichen häutigen Volva, oder es sind flockige Reste der Volva vorhanden. Der Stiel kann zylindrisch ausgebildet, keulenartig oder knollig verdickt sein oder einer häutigen Scheide entspringen. Viele Arten der Gattung haben leuchtend gefärbte Hüte, es kommen aber auch weiße und bräunliche Formen vor.
Die Trama der Lamellen ist bilateral. Das Sporenpulver ist weiß, selten grünlich; die Sporen sind breitellipsoid bis kugelig, glatt, farblos und besitzen keinen Keimporus. Sie können amyloid (mit Iod-Reagenzien anfärbbar) oder inamyloid sein.
Der Geruch ist meist unauffällig, kann aber auch süßlich-honigartig oder dumpf wie Kartoffelkeime sein. Geschmacksproben verbieten sich bei dieser Gattung, da einige sehr stark giftige Arten bereits in sehr geringen Mengen zu gesundheitlichen Schäden führen können.

## Ökologie
Die Arten der Gattung Amanita sind bodenbewohnende Ektomykorrhiza-Bildner mit diversen Laub- und Nadelbäumen oder auch Zwergsträuchern. Sie bewohnen entsprechend Lebensräume, in denen die Mykorrhiza-Partner der jeweiligen Arten vorhanden sind.

## Verbreitung
Die Gattung ist weltweit verbreitet, einzelne Arten wurden mit ihren vergesellschafteten Baumarten verschleppt. Das Artenspektrum kann sich bereits innerhalb Europas stark unterscheiden (Mittelmeerraum, Osteuropa). Dies führt teils zu gefährlichen Verwechslungen durch gebietsfremde Speisepilzsammler, weil in der Gattung sowohl sehr giftige Arten als auch beliebte Speisepilze vorkommen.

## Arten
In Europa kommen folgende Arten vor bzw. sind dort zu erwarten.
| Wulstlinge (Amanita) in Europa |                                                                            |                                                  |
| \| Deutscher Name \| Wissenschaftlicher Name \| Autorenzitat \| \| ------------------------------------- \| -------------------------------------------------------------------------- \| ------------------------------------------------ \| \| \| Amanita albogrisescens \| Contu 2000 ('1999') \| \| \| Amanita aminoaliphatica \| Filippi 1985 \| \| Nördlicher Scheidenstreifling \| Amanita arctica \| Bas, Knudsen & T. Borgen 1987 \| \| Silbergrauer Scheidenstreifling \| Amanita argentea \| Huijsman 1959 \| \| Sternfüßiger Wulstling \| Amanita asteropus \| Sabo 1963 ex Romagnesi 1982 \| \| Brauner Scheidenstreifling \| Amanita badia \| (Schaeffer 1774) Bon & Contu 1985 \| \| \| Amanita basiana \| Tulloss & M. Traverso 2001 \| \| Dunkelgezonter Laubwald-Streifling \| Amanita battarrae \| (Boudier 1902) Bon 1985 \| \| Hellflockiger Scheidenstreifling \| Amanita beckeri \| Huijsman 1962 ('1961') \| \| \| Amanita biovigera \| Singer 1951 ('1949') \| \| Strandkiefern-Wulstling \| Amanita boudieri \| Barla 1887 \| \| Rosa Strandkiefern-Wulstling \| Amanita boudieri var. beillei \| (Beauseigneur 1925) Neville & Poumarat 1996 \| \| Bresadolas Wulstling \| Amanita bresadolana \| Neville & Poumarat 2004 \| \| Braunflockiger Wulstling \| Amanita brunneoconulus \| Bas & Gröger in Bas 1982 \| \| Kaiserling \| Amanita caesarea \| (Scopoli 1772 : Fries 1821) Persoon 1801 \| \| Riesen-Scheidenstreifling \| Amanita ceciliae \| (Berkeley & Broome 1854) Bas 1983 \| \| Zistrosen-Scheidenstreifling \| Amanita cistetorum \| Contu & Pacioni 1998 \| \| Gelber Knollenblätterpilz \| Amanita citrina \| (Schaeffer 1774) Persoon 1797 \| \| Weißgelber Knollenblätterpilz \| Amanita citrina var. alba \| (Gillet 1874) Quélet 1892 \| \| Dickstieliger Wulstling \| Amanita crassipes \| Coccia & Migliozzi 2000 \| \| Orangegelber Scheidenstreifling \| Amanita crocea \| (Quélet 1898) Singer 1951 ('1949') \| \| Kurzstieliger Wulstling \| Amanita curtipes \| E.-J. Gilbert 1941 \| \| Falscher Frühlings-Knollenblätterpilz \| Amanita decipiens \| (Trimbach 1970) Jacquetant 1992 \| \| Eichen-Scheidenstreifling \| Amanita dryophila \| Consiglio & Contu 1999 \| \| Dünen-Wulstling \| Amanita dunensis \| Bon & Andary 1983 \| \| Isabellfarbiger Wulstling \| Amanita eliae \| Quélet 1872 \| \| Rothütiger Wulstling \| Amanita erythrocephala \| Neville, Poumarat & Aste 2000 \| \| Grauer Wulstling \| Amanita excelsa \| (Fries 1821 : Fries 1821) Bertillon 1866 \| \| Rauer oder Gelbflockiger Wulstling \| Amanita franchetii (beschrieben als „Franchetti“) \| (Boudier 1881) Fayod 1889 \| \| Erlen-Scheidenstreifling \| Amanita friabilis \| (P. Karst. 1879) Bas 1974 \| \| Rotbrauner Streifling \| Amanita fulva \| (Schaeffer 1774) Fries 1815 \| \| Düsterer Scheidenstreifling \| Amanita fuscoolivacea \| (Kühner 1957 ex Contu 1989) Romagnesi 1992 \| \| Narzissengelber Wulstling \| Amanita gemmata \| (Fries 1838) Bertillon 1866 \| \| \| Amanita gemmata f. amici \| (Gillet 1884) E.-J. Gilbert 1941 \| \| Sandigeingesenkter Wulstling \| Amanita gilbertii \| Beauseigneur 1925 \| \| Eukalyptus-Wulstling \| Amanita gioiosa \| S. Curreli 1991 \| \| Graziler Wulstling \| Amanita gracilior \| Bas & Honrubia 1982 \| \| Graubrauner Scheidenstreifling \| Amanita griseocastanea \| Coccia & Migliozzi 2000 \| \| Grönländischer Wulstling \| Amanita groenlandica \| Bas 1977 ex Knudsen & T. Borgen 1987 \| \| Verschiedenfarbiger Wulstling \| Amanita heterochroma \| S. Curreli 1992 \| \| Metallischgrauer Scheidenstreifling \| Amanita huijsmanii \| F. Massart & Rouzeau 1990 ('1989') \| \| Zwergweiden-Scheidenstreifling \| Amanita hyperborea \| P. Karsten 1876 \| \| Strubbelkopf-Wulstling \| Amanita inopinata \| D.A. Reid & Bas 1987 \| \| \| Amanita islandica \| Melot 1992 \| \| Milchweißer Scheidenstreifling \| Amanita lactea \| Malençon, Romagnesi & D.A. Reid 1968 ('1967') \| \| Braunscheidiger Wulstling \| Amanita lepiotoides \| Barla 1886 \| \| Ockergrauer Riesen-Scheidenstreifling \| Amanita lividopallescens \| (Secretan 1833 ex Gillet 1890) Seyot 1930 \| \| Gilbender Scheidenstreifling \| Amanita luteovergens \| Coccia & Migliozzi 2000 \| \| Großscheidiger Scheidenstreifling \| Amanita magnivolvata \| Aalto 1974 \| \| Maires Scheidenstreifling \| Amanita mairei \| Foley 1949 \| \| Pappel-Scheidenstreifling \| Amanita malleata \| (Piane 1972 ex Bon 1983) Contu 1986 \| \| \| Amanita mortenii \| Knudsen & T. Borgen 1987 \| \| Fliegenpilz \| Amanita muscaria \| (Linnaeus 1753 : Fries 1821) Lamarck 1783 \| \| Orangegelber Fliegenpilz \| Amanita muscaria var. aureola \| Kalchbrenner 1873 \| \| Alpiner Scheidenstreifling \| Amanita nivalis \| Greville 1823 \| \| Länglichsporiger Scheidenstreifling \| Amanita oblongispora (beschrieben als „oblongospora“) \| Contu 1988 ex Tulloss & Contu 1994 \| \| \| Amanita oblongispora var. tigrina \| (Romagnesi 1961 ex Bon 1986) Contu 1989 ('1988') \| \| Ockerfleckender Scheidenstreifling \| Amanita ochraceomaculata \| Neville, Poumarat & Fraiture 2000 \| \| \| Amanita ochraceopallida \| Contu 1997 \| \| Olivgrauer Scheidenstreifling \| Amanita olivaceogrisea \| Kalamees 1986 \| \| Echter Eier-Wulstling \| Amanita ovoidea \| (Bulliard 1788 : Fries 1821) Link 1833 \| \| Dickscheidiger Scheidenstreifling \| Amanita pachyvolvata \| (Bon 1978) Krieglsteiner 1984 \| \| Pantherpilz \| Amanita pantherina \| (De Candolle 1815 : Fries 1821) Krombholz 1836 \| \| Tannen-Pantherpilz \| Amanita pantherina f. abietum \| (E.-J. Gilbert 1929) Neville & Poumarat 2004 \| \| Grüner Knollenblätterpilz \| Amanita phalloides \| (Fries 1821 : Fries 1821) Link 1833 \| \| Weißer Knollenblätterpilz \| Amanita phalloides var. alba \| (Gillet 1874) E.-J. Gilbert 1918 \| \| Ponderosa-Wulstling \| Amanita ponderosa \| Malençon & R. Heim 1942 \| \| Porphyrbrauner Wulstling \| Amanita porphyria \| Albertini & Schweinitz 1805 \| \| Gebuckelter Knollenblätterpilz \| Amanita porrinensis \| L. Freire & M.L. Castro 1987 ex M.L. Castro 1998 \| \| \| Amanita praelongipes \| Kärcher & Contu 2000 ('1999') \| \| Ockerscheidiger Eier-Wulstling \| Amanita proxima \| Dumée 1916 \| \| Falscher Königs-Fliegenpilz \| Amanita pseudoregalis \| Pluvinage 1991 \| \| Königs- oder Brauner Fliegenpilz \| Amanita regalis \| (Fries 1821 : Fries 1821) Michael 1904 \| \| \| Amanita romagnesiana \| Tulloss 2000 \| \| Perlpilz oder Rötender Wulstling \| Amanita rubescens \| Persoon 1797 \| \| \| Amanita rubescens var. annulosulphurea (beschrieben als „Annulo-sulfurea“) \| Gillet 1874 \| \| \| Amanita separata \| Contu 1999 \| \| \| Amanita simulans \| Contu 1999 \| \| Stachelschuppiger Wulstling \| Amanita solitaria \| (Bulliard 1781 : Fries 1821) Fries 1836 \| \| Nattern-Scheidenstreifling \| Amanita spadicea \| Persoon 1797 \| \| Kurzsporiger Scheidenstreifling \| Amanita stenospora \| Contu 2000 ('1999') \| \| Fransiger Wulstling \| Amanita strobiliformis \| (Vittadini 1835) Bertillon 1866 \| \| Grauhäutiger Scheidenstreifling \| Amanita submembranacea \| (Bon 1975) Gröger 1979 \| \| \| Amanita subnudipes \| (Romagnesi 1982) Tulloss 2000 \| \| Zweifarbiger Scheidenstreifling \| Amanita umbrinolutea \| (Secr. ex Gillet 1874) Bataille 1910 \| \| Grauer Scheidenstreifling \| Amanita vaginata \| (Bulliard 1782 : Fries 1821) Lamarck 1783 \| \| Weißer Scheidenstreifling \| Amanita vaginata var. alba \| Gillet 1874 \| \| Gelber Scheidenstreifling \| Amanita vaginata var. flavescens \| E.-J. Gilbert & S. Lundell 1941 \| \| Frühlings-Knollenblätterpilz \| Amanita verna \| (Bulliard 1782 : Fries 1821) Lamarck 1783 \| \| Kegelhütiger Knollenblätterpilz \| Amanita virosa \| (Fries 1838) Bertillon 1866 \| |                                                                            |                                                  |
| Deutscher Name | Wissenschaftlicher Name                                                    | Autorenzitat                                     |
| | Amanita albogrisescens                                                     | Contu 2000 ('1999')                              |
| | Amanita aminoaliphatica                                                    | Filippi 1985                                     |
| Nördlicher Scheidenstreifling | Amanita arctica                                                            | Bas, Knudsen & T. Borgen 1987                    |
| Silbergrauer Scheidenstreifling | Amanita argentea                                                           | Huijsman 1959                                    |
| Sternfüßiger Wulstling | Amanita asteropus                                                          | Sabo 1963 ex Romagnesi 1982                      |
| Brauner Scheidenstreifling | Amanita badia                                                              | (Schaeffer 1774) Bon & Contu 1985                |
| | Amanita basiana                                                            | Tulloss & M. Traverso 2001                       |
| Dunkelgezonter Laubwald-Streifling | Amanita battarrae                                                          | (Boudier 1902) Bon 1985                          |
| Hellflockiger Scheidenstreifling | Amanita beckeri                                                            | Huijsman 1962 ('1961')                           |
| | Amanita biovigera                                                          | Singer 1951 ('1949')                             |
| Strandkiefern-Wulstling | Amanita boudieri                                                           | Barla 1887                                       |
| Rosa Strandkiefern-Wulstling | Amanita boudieri var. beillei                                              | (Beauseigneur 1925) Neville & Poumarat 1996      |
| Bresadolas Wulstling | Amanita bresadolana                                                        | Neville & Poumarat 2004                          |
| Braunflockiger Wulstling | Amanita brunneoconulus                                                     | Bas & Gröger in Bas 1982                         |
| Kaiserling | Amanita caesarea                                                           | (Scopoli 1772 : Fries 1821) Persoon 1801         |
| Riesen-Scheidenstreifling | Amanita ceciliae                                                           | (Berkeley & Broome 1854) Bas 1983                |
| Zistrosen-Scheidenstreifling | Amanita cistetorum                                                         | Contu & Pacioni 1998                             |
| Gelber Knollenblätterpilz | Amanita citrina                                                            | (Schaeffer 1774) Persoon 1797                    |
| Weißgelber Knollenblätterpilz | Amanita citrina var. alba                                                  | (Gillet 1874) Quélet 1892                        |
| Dickstieliger Wulstling | Amanita crassipes                                                          | Coccia & Migliozzi 2000                          |
| Orangegelber Scheidenstreifling | Amanita crocea                                                             | (Quélet 1898) Singer 1951 ('1949')               |
| Kurzstieliger Wulstling | Amanita curtipes                                                           | E.-J. Gilbert 1941                               |
| Falscher Frühlings-Knollenblätterpilz | Amanita decipiens                                                          | (Trimbach 1970) Jacquetant 1992                  |
| Eichen-Scheidenstreifling | Amanita dryophila                                                          | Consiglio & Contu 1999                           |
| Dünen-Wulstling | Amanita dunensis                                                           | Bon & Andary 1983                                |
| Isabellfarbiger Wulstling | Amanita eliae                                                              | Quélet 1872                                      |
| Rothütiger Wulstling | Amanita erythrocephala                                                     | Neville, Poumarat & Aste 2000                    |
| Grauer Wulstling | Amanita excelsa                                                            | (Fries 1821 : Fries 1821) Bertillon 1866         |
| Rauer oder Gelbflockiger Wulstling | Amanita franchetii (beschrieben als „Franchetti“)                          | (Boudier 1881) Fayod 1889                        |
| Erlen-Scheidenstreifling | Amanita friabilis                                                          | (P. Karst. 1879) Bas 1974                        |
| Rotbrauner Streifling | Amanita fulva                                                              | (Schaeffer 1774) Fries 1815                      |
| Düsterer Scheidenstreifling | Amanita fuscoolivacea                                                      | (Kühner 1957 ex Contu 1989) Romagnesi 1992       |
| Narzissengelber Wulstling | Amanita gemmata                                                            | (Fries 1838) Bertillon 1866                      |
| | Amanita gemmata f. amici                                                   | (Gillet 1884) E.-J. Gilbert 1941                 |
| Sandigeingesenkter Wulstling | Amanita gilbertii                                                          | Beauseigneur 1925                                |
| Eukalyptus-Wulstling | Amanita gioiosa                                                            | S. Curreli 1991                                  |
| Graziler Wulstling | Amanita gracilior                                                          | Bas & Honrubia 1982                              |
| Graubrauner Scheidenstreifling | Amanita griseocastanea                                                     | Coccia & Migliozzi 2000                          |
| Grönländischer Wulstling | Amanita groenlandica                                                       | Bas 1977 ex Knudsen & T. Borgen 1987             |
| Verschiedenfarbiger Wulstling | Amanita heterochroma                                                       | S. Curreli 1992                                  |
| Metallischgrauer Scheidenstreifling | Amanita huijsmanii                                                         | F. Massart & Rouzeau 1990 ('1989')               |
| Zwergweiden-Scheidenstreifling | Amanita hyperborea                                                         | P. Karsten 1876                                  |
| Strubbelkopf-Wulstling | Amanita inopinata                                                          | D.A. Reid & Bas 1987                             |
| | Amanita islandica                                                          | Melot 1992                                       |
| Milchweißer Scheidenstreifling | Amanita lactea                                                             | Malençon, Romagnesi & D.A. Reid 1968 ('1967')    |
| Braunscheidiger Wulstling | Amanita lepiotoides                                                        | Barla 1886                                       |
| Ockergrauer Riesen-Scheidenstreifling | Amanita lividopallescens                                                   | (Secretan 1833 ex Gillet 1890) Seyot 1930        |
| Gilbender Scheidenstreifling | Amanita luteovergens                                                       | Coccia & Migliozzi 2000                          |
| Großscheidiger Scheidenstreifling | Amanita magnivolvata                                                       | Aalto 1974                                       |
| Maires Scheidenstreifling | Amanita mairei                                                             | Foley 1949                                       |
| Pappel-Scheidenstreifling | Amanita malleata                                                           | (Piane 1972 ex Bon 1983) Contu 1986              |
| | Amanita mortenii                                                           | Knudsen & T. Borgen 1987                         |
| Fliegenpilz | Amanita muscaria                                                           | (Linnaeus 1753 : Fries 1821) Lamarck 1783        |
| Orangegelber Fliegenpilz | Amanita muscaria var. aureola                                              | Kalchbrenner 1873                                |
| Alpiner Scheidenstreifling | Amanita nivalis                                                            | Greville 1823                                    |
| Länglichsporiger Scheidenstreifling | Amanita oblongispora (beschrieben als „oblongospora“)                      | Contu 1988 ex Tulloss & Contu 1994               |
| | Amanita oblongispora var. tigrina                                          | (Romagnesi 1961 ex Bon 1986) Contu 1989 ('1988') |
| Ockerfleckender Scheidenstreifling | Amanita ochraceomaculata                                                   | Neville, Poumarat & Fraiture 2000                |
| | Amanita ochraceopallida                                                    | Contu 1997                                       |
| Olivgrauer Scheidenstreifling | Amanita olivaceogrisea                                                     | Kalamees 1986                                    |
| Echter Eier-Wulstling | Amanita ovoidea                                                            | (Bulliard 1788 : Fries 1821) Link 1833           |
| Dickscheidiger Scheidenstreifling | Amanita pachyvolvata                                                       | (Bon 1978) Krieglsteiner 1984                    |
| Pantherpilz | Amanita pantherina                                                         | (De Candolle 1815 : Fries 1821) Krombholz 1836   |
| Tannen-Pantherpilz | Amanita pantherina f. abietum                                              | (E.-J. Gilbert 1929) Neville & Poumarat 2004     |
| Grüner Knollenblätterpilz | Amanita phalloides                                                         | (Fries 1821 : Fries 1821) Link 1833              |
| Weißer Knollenblätterpilz | Amanita phalloides var. alba                                               | (Gillet 1874) E.-J. Gilbert 1918                 |
| Ponderosa-Wulstling | Amanita ponderosa                                                          | Malençon & R. Heim 1942                          |
| Porphyrbrauner Wulstling | Amanita porphyria                                                          | Albertini & Schweinitz 1805                      |
| Gebuckelter Knollenblätterpilz | Amanita porrinensis                                                        | L. Freire & M.L. Castro 1987 ex M.L. Castro 1998 |
| | Amanita praelongipes                                                       | Kärcher & Contu 2000 ('1999')                    |
| Ockerscheidiger Eier-Wulstling | Amanita proxima                                                            | Dumée 1916                                       |
| Falscher Königs-Fliegenpilz | Amanita pseudoregalis                                                      | Pluvinage 1991                                   |
| Königs- oder Brauner Fliegenpilz | Amanita regalis                                                            | (Fries 1821 : Fries 1821) Michael 1904           |
| | Amanita romagnesiana                                                       | Tulloss 2000                                     |
| Perlpilz oder Rötender Wulstling | Amanita rubescens                                                          | Persoon 1797                                     |
| | Amanita rubescens var. annulosulphurea (beschrieben als „Annulo-sulfurea“) | Gillet 1874                                      |
| | Amanita separata                                                           | Contu 1999                                       |
| | Amanita simulans                                                           | Contu 1999                                       |
| Stachelschuppiger Wulstling | Amanita solitaria                                                          | (Bulliard 1781 : Fries 1821) Fries 1836          |
| Nattern-Scheidenstreifling | Amanita spadicea                                                           | Persoon 1797                                     |
| Kurzsporiger Scheidenstreifling | Amanita stenospora                                                         | Contu 2000 ('1999')                              |
| Fransiger Wulstling | Amanita strobiliformis                                                     | (Vittadini 1835) Bertillon 1866                  |
| Grauhäutiger Scheidenstreifling | Amanita submembranacea                                                     | (Bon 1975) Gröger 1979                           |
| | Amanita subnudipes                                                         | (Romagnesi 1982) Tulloss 2000                    |
| Zweifarbiger Scheidenstreifling | Amanita umbrinolutea                                                       | (Secr. ex Gillet 1874) Bataille 1910             |
| Grauer Scheidenstreifling | Amanita vaginata                                                           | (Bulliard 1782 : Fries 1821) Lamarck 1783        |
| Weißer Scheidenstreifling | Amanita vaginata var. alba                                                 | Gillet 1874                                      |
| Gelber Scheidenstreifling | Amanita vaginata var. flavescens                                           | E.-J. Gilbert & S. Lundell 1941                  |
| Frühlings-Knollenblätterpilz | Amanita verna                                                              | (Bulliard 1782 : Fries 1821) Lamarck 1783        |
| Kegelhütiger Knollenblätterpilz | Amanita virosa                                                             | (Fries 1838) Bertillon 1866                      |

## Systematik
Die Gattung umfasst etwa 500 Arten, die Abgrenzung der einzelnen Arten zueinander und die Aufteilung der Gattung in Untergattungen und Sektionen wird in der Literatur unterschiedlich dargestellt, entsprechend schwankt auch die angegebene Artenzahl. Die Stellung der Streiflinge (ringlose Arten) wird unterschiedlich gehandhabt, während sie manchmal in die eigene Gattung Amanitopsis gestellt wurden, werden sie in moderner Literatur als Sektion Vaginatae der Untergattung Amanita betrachtet.
Unterschieden werden meist folgende Untergattungen:

### Untergattung Amanita

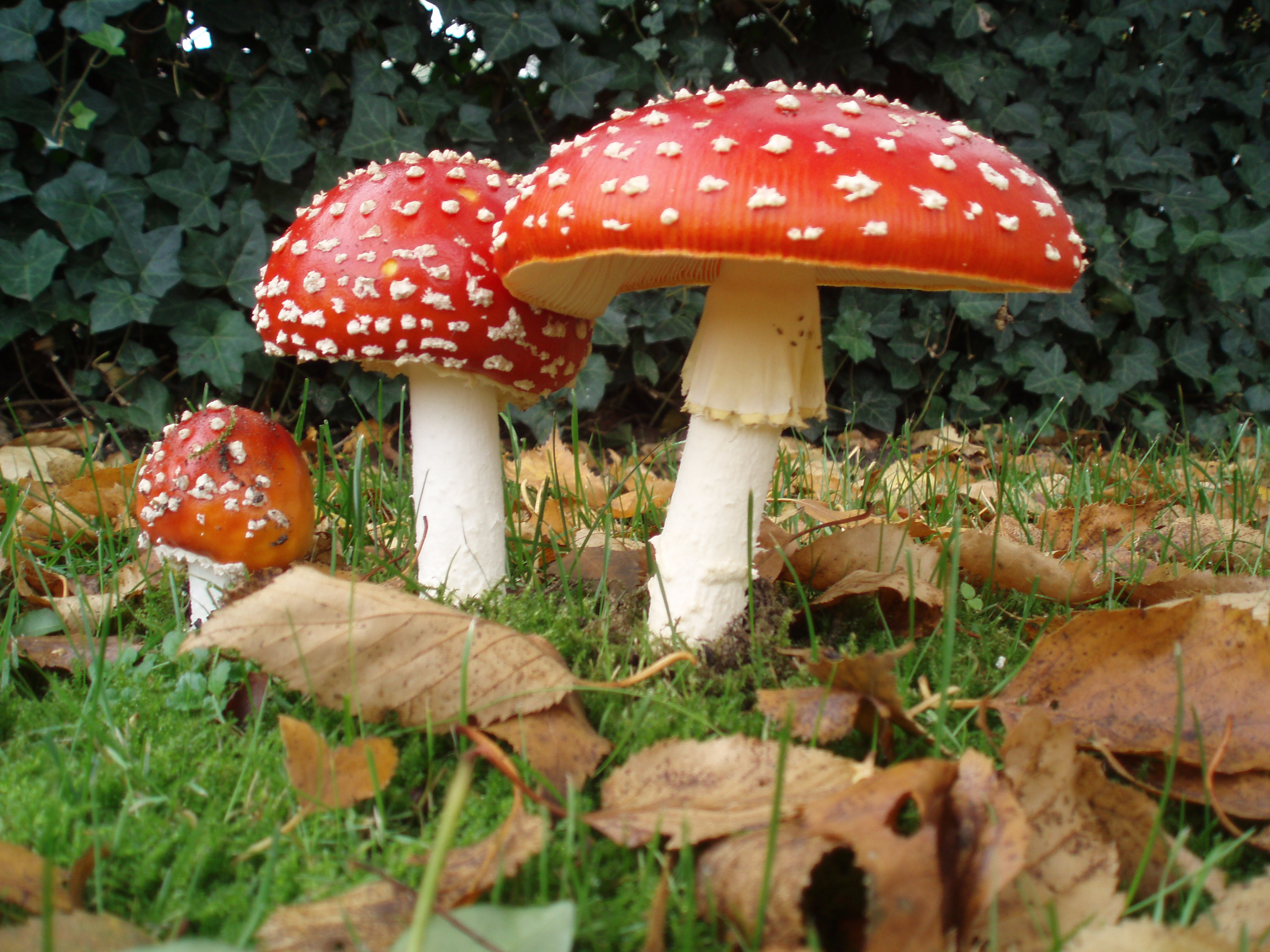
Fliegenpilz

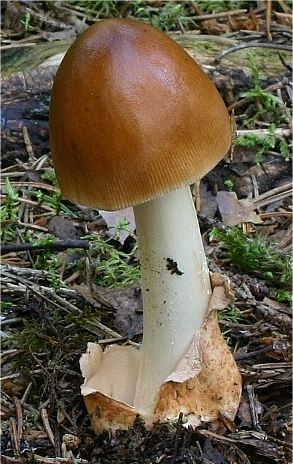
Rotbrauner Streifling
Amanita fulva

Arten mit nicht amyloiden Sporen und meist gerieftem oder geripptem Hutrand.
Diese Untergattung wird unterteilt in die Sektionen:
Sektion Amanita (Wulstlinge): mit Ring, dieser kann bei einzelnen Arten allerdings flüchtig sein, und knolliger, manchmal sogar mit deutlich gerandeter knolliger Stielbasis ohne eigentliche Volva. An der Stielbasis kommen warzige oder flockige abwischbare Velumreste vor, die in gleicher Weise auch auf dem Hut gefunden werden. Diese lassen sich zwischen den Fingern pulverig zerreiben. Zu dieser Form der Verteilung kommt es, weil das Velum universale ringsum aufreißt. In diese Sektion gehören u. a.:
- Isabellfarbiger Wulstling (Amanita eliae)
- Narzissengelber Wulstling (Amanita gemmata)
- Fliegenpilz oder Roter Fliegenpilz (Amanita muscaria), die Typusart der Gattung
- Pantherpilz (Amanita pantherina)
- Königs-Fliegenpilz oder Brauner Fliegenpilz (Amanita regalis)

Sektion Caesareae (Kaiserlinge): mit gerieftem Hutrand, einem in Form einer Volva aufreißendem Velum universale und einem Ring, damit steht diese Sektion zwischen der Sektionen Vaginate (Streiflinge) und Amanita (Wulstlinge). Typischer Vertreter ist der
- Kaiserling (Amanita caesarea)

Sektion Vaginatae (Scheidenstreiflinge): stets mit gerieftem Hutrand und einem zylindrischen Stiel, der in einer derb-ledrigen oder pulverigen, vergänglichen Volva steckt. Ein Velum partiale und damit ein Ring ist nicht vorhanden, der manchmal verwendete Trivialnamen Scheidenstreiflinge weist auf die beiden kennzeichnenden Merkmale hin. Velumreste können auf dem Hut zurückbleiben. In diese Sektion gehören unter anderem:
- Riesen-Scheidenstreifling (Amanita ceciliae)
- Orangegelber Scheidenstreifling (Amanita crocea)
- Rotbrauner Streifling (Amanita fulva)
- Ockergrauer Riesen-Scheidenstreifling (Amanita lividopallescens)
- Grauhäutiger Scheidenstreifling (Amanita submembranacea)
- Zweifarbiger Scheidenstreifling (Amanita umbrinolutea)
- Grauer Scheidenstreifling (Amanita vaginata)
- Amanita zambiana

### Untergattung Lepidella

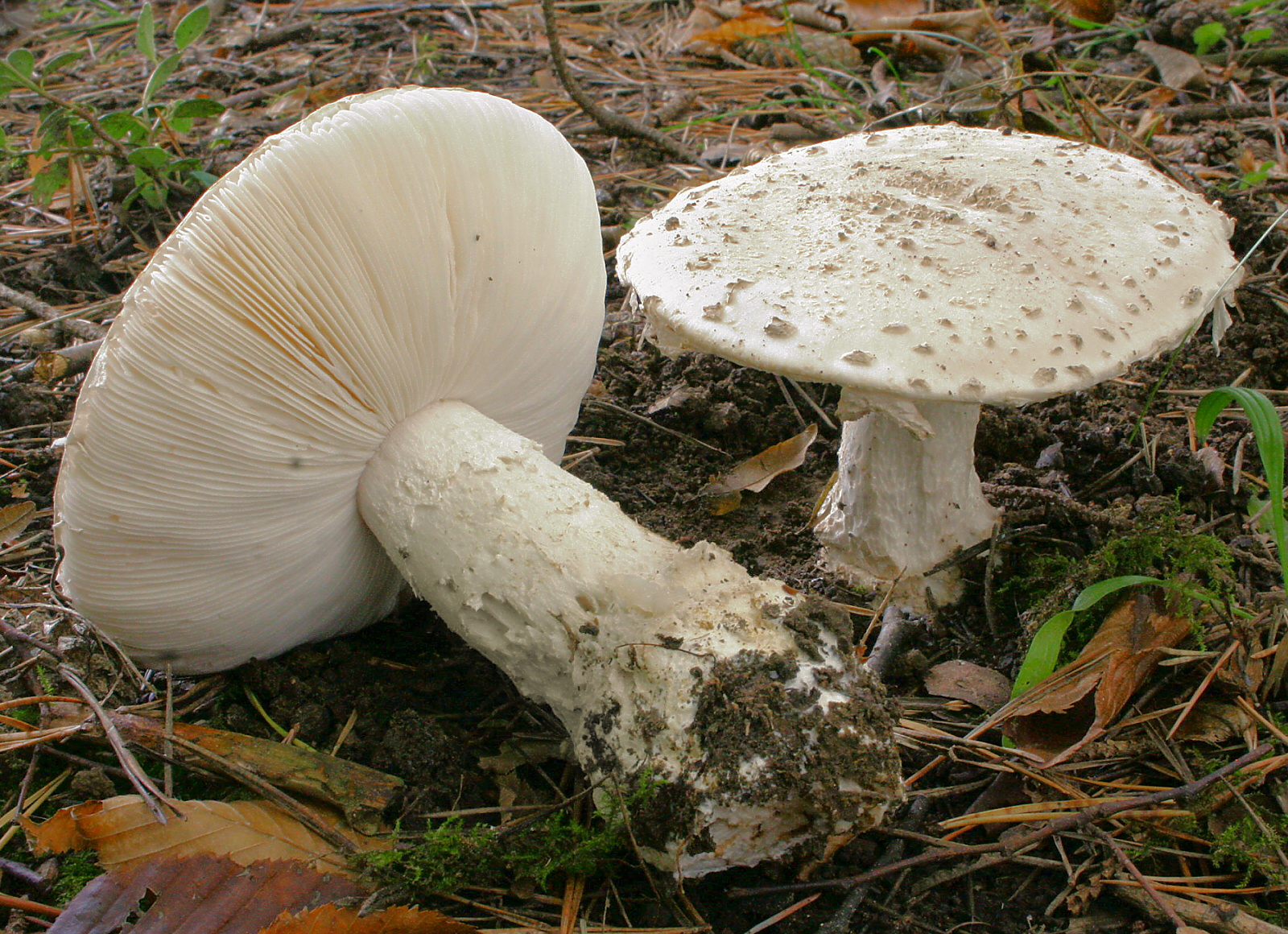
Fransiger Wulstling
Amanita strobiliformis

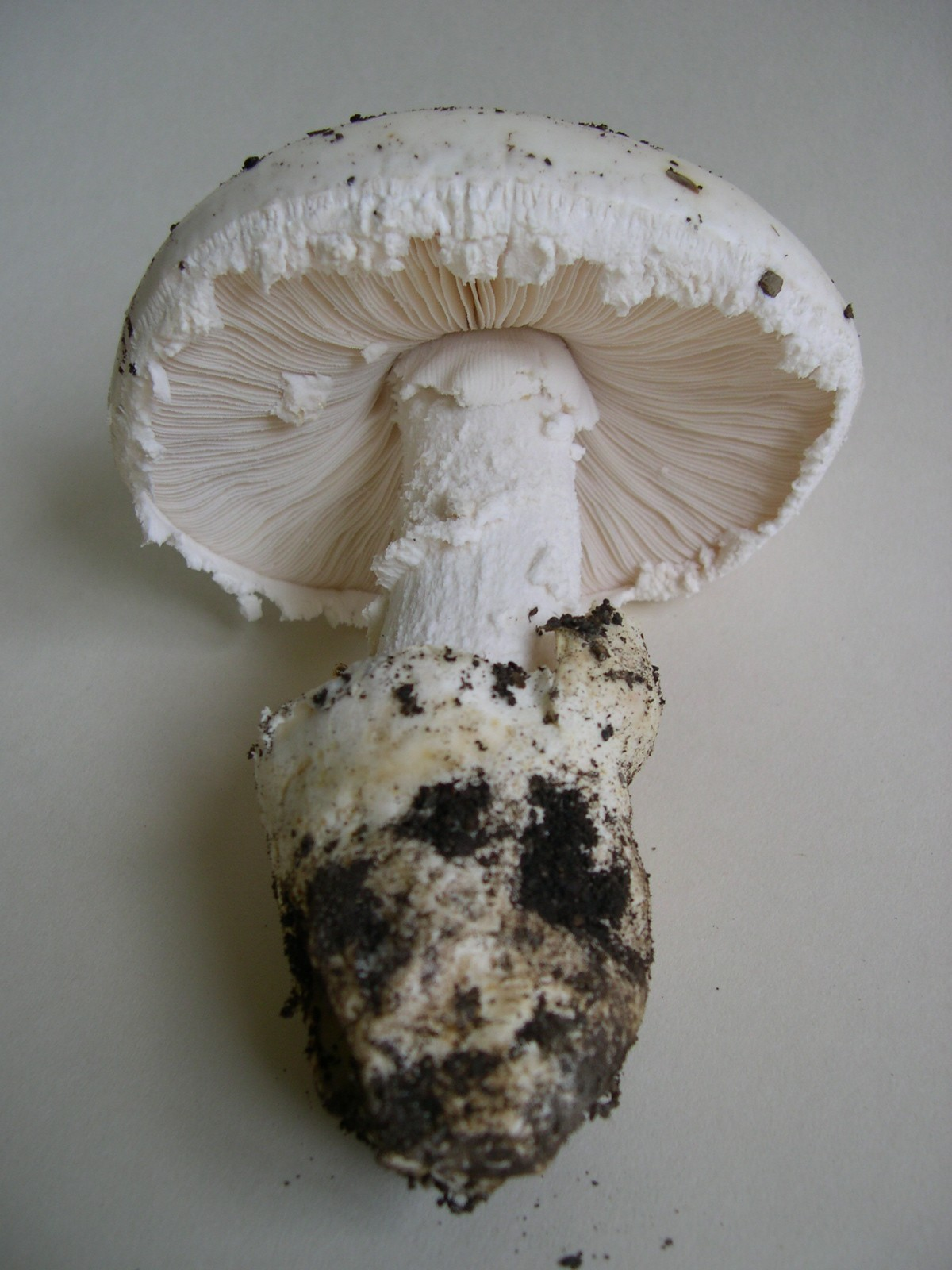
Eier-Wulstling
Amanita ovoidea

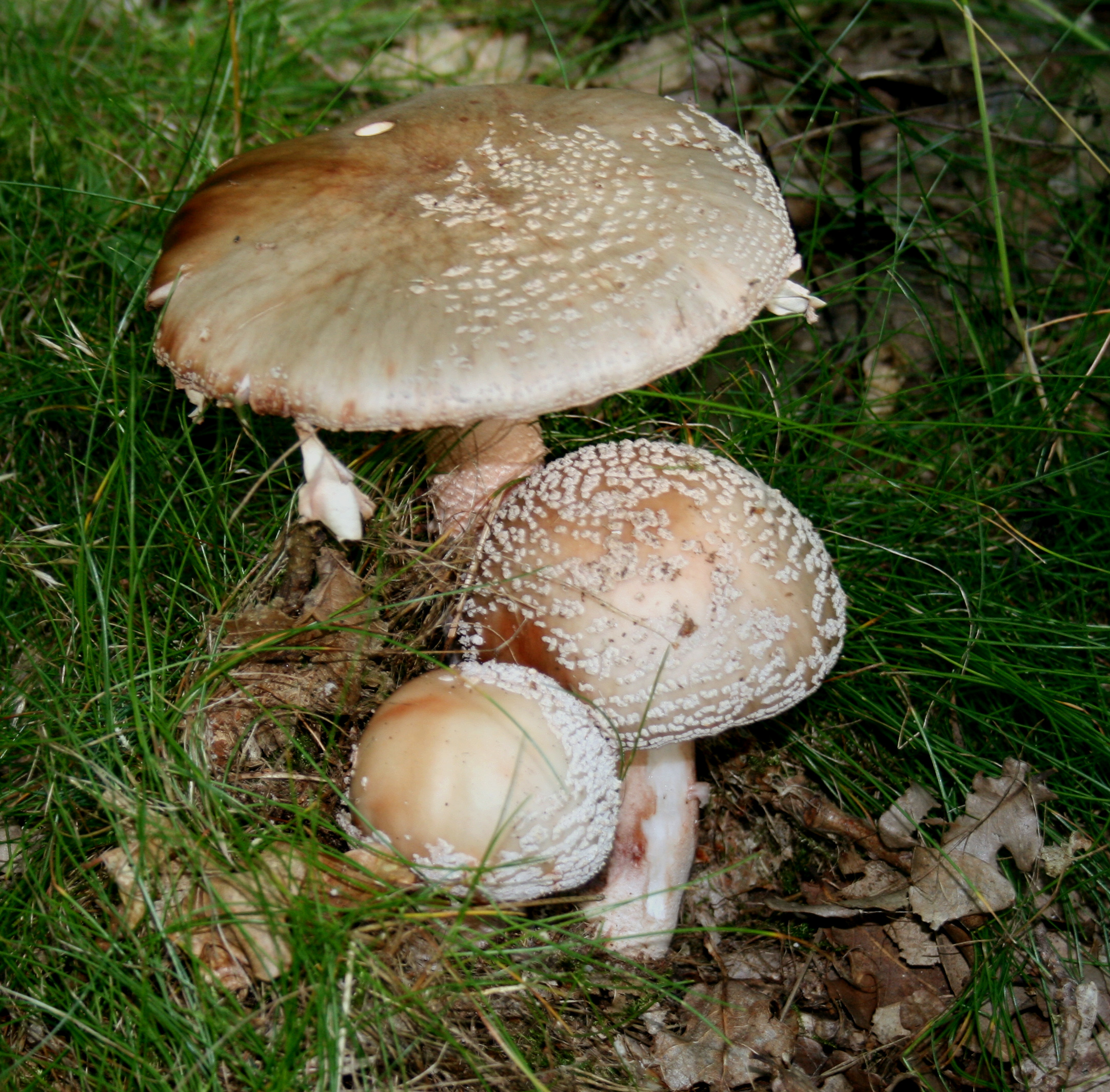
Perlpilz
Amanita rubescens

Diese Untergattung ist gekennzeichnet durch amyloide (mit Jodreagenz anfärbbare) Sporen, einen meist nicht gerieften Hutrand, einen Ring am Stiel sowie flockige, warzige oder schollenförmige Reste des Velum universale auf dem Hut.
Diese Untergattung wird in bis zu 4 Sektionen unterteilt:
Sektion Lepidella: gilt als die wahrscheinlich ursprünglichste Gruppe der Gattung. Die Arten der Gattung haben einen jung immer stark mit Velumfetzen behangenen Hutrand. Das sehr flüchtige und auf der Huthaut abwischbare Velum enthält viele Spaerocyten und nur wenig fadenförmige Hyphen, es lässt sich zwischen den Fingern zu einem sehr feinen Pulver zerreiben. Auch der Ring dieser Arten ist sehr flüchtig, die Stielbasis ist wulstig, knollig oder zwiebelartig wurzelnd, eine Volva ist nicht vorhanden. Die Arten dieser Sektion sind meist mehr oder weniger hell gefärbt. In diese Sektion gehören u. a.:
- Igel-Wulstling (Amanita echinocephala)
- Graziler Wulstling (Amanita gracilior)
- Fransiger Wulstling (Amanita strobiliformis)
- Amanita veldiei

Sektion Amidella: mit ebenfalls behangenem Hutrand, jedoch wesentlich dauerhafterem, da aus miteinander verflochten Hyphen bestehendem Velum. Die Stielbasis steckt in einer derben, dauerhaften Volva, der Stiel ist meist zylindrisch und nicht knollig. Die Lamellen und das Velum einiger Arten dieser Sektion bräunen oder schwärzen beim Trocknen oder Liegen. Von dieser Sektion kommen in Mitteleuropa nur wenige Vertreter vor:
- Echter Eier-Wulstling (Amanita ovoidea)
- Ockerscheidiger Eier-Wulstling (Amanita proxima)

Sektion Phalloidae (Knollenblätterpilze): Diese Sektion, die die giftigsten Vertreter der Gattung enthält, ist gekennzeichnet durch eine stabile, sackartige und dauerhafte Volva, in welcher der zylindrische Stiel mit einer Knolle steckt. Reste des Velums fehlen meist auf der Hutoberfläche. Wenn sie vorhanden sind, sind sie dick, schollenförmig und vereinzelt. Wichtige Arten dieser Sektion sind:
- Grüner Knollenblätterpilz (Amanita phalloides)
- Frühlings-Knollenblätterpilz (Amanita verna)
- Kegelhütiger Knollenblätterpilz (Amanita virosa)

Sektion Validea: Zu dieser Sektion gehören Arten einer meist deutlich gerandeten, knolligen Stielbasis, bei denen das Velum universale auf dem Hut und an der Stielbasis feine bis grobe, regelmäßige oder unregelmäßige, mit den Finger zu Krümeln oder Pulver zerreibbare Schollen, Warzen oder Flocken aufweist. Die Hutfarbe kann weiß, rosa, gelb, ocker oder braun sein. Eine Volva fehlt meist.
- Gelber Knollenblätterpilz (Amanita citrina),
- Grauer Wulstling (Amanita excelsa)
- Rauer oder Gelbflockiger Wulstling (Amanita franchetii)
- Porphyrbrauner Wulstling (Amanita porphyria)
- Perlpilz (Amanita rubescens)

## Bedeutung
Die Arten der Gattung Amanita besitzen eine große ökologische Bedeutung als Mykorrhiza-Partner diverser Baumarten. In Mitteleuropa sind unter anderem Fichte, Birke, Eiche und Buche mit Arten dieser Gattung vergesellschaftet. Einige Amanita-Arten wie der in Deutschland geschützte Kaiserling und der Perlpilz sind beliebte Speisepilze. Zur Gattung gehören mit den Knollenblätterpilzen einige sehr gefährliche, potentiell tödliche Giftpilze.

## Gifte
Die giftigen Arten der Gattung enthalten verschiedene Gifte.
Die Knollenblätterpilz-Arten enthalten vor allem toxisch wirkende, zyklische Peptide mit sieben oder acht Aminosäuren.
- Phalloidin als Hauptvertreter der Phallotoxine wirkt durch die Inhibition der Depolymerisation zellularer Aktin-Filamente, was die Zellmotilität und die Funktionen des Cytoskeletts behindert. Beim Grünen Knollenblätterpilz enthält frisches Material etwa 20 bis 60 Milligramm Phallotoxine pro 100 Gramm Pilzmasse.
- Virotaxine sind aus sieben Aminosäuren bestehende, zyklische, toxische Peptide, die im Kegelhütigen Knollenblätterpilz vorkommen, in ihrer Wirkung ähneln sie dem Phalloidin.
- Amanitine (Amatoxine) wirken im Zellkern und hemmen dort die Wirkung der RNA-Polymerase II, eines Enzyms, das zur Transkription benötigt wird, so dass die Zelle abstirbt. Diese Substanzen verursachen die lebertoxische Wirkung des Grünen Knollenblätterpilzes. Für einen erwachsenen Menschen gelten etwa 0,1 mg/kg Körpergewicht als tödlich, diese Menge ist in etwa 5 bis 50 Gramm frischem Material des Grünen Knollenblätterpilzes enthalten. Diese Substanzen sind hauptsächlich für die Giftwirkung der Knollenblätterpilze verantwortlich.

Die Knollenblätterpilze verursachen das Phalloides-Syndrom, das mit einer Latenzzeit von etwa 8 bis 12 Stunden (seltener 2 bis 7 oder bis 36 Stunden) nach Pilzgenuss mit Brechdurchfällen beginnt. Nach etwa 24 Stunden stellt sich häufig eine Beruhigung ein, die jedoch nur bei leichten Vergiftungen ein Zeichen der Genesung ist, in schwereren Fällen kommt es zu Leberschäden, die nach 4 bis 16 (meist 8) Tagen zum Tod führen können.
Der Fliegenpilz, Pantherpilz und der Narzissengelbe Wulstling enthalten vor allem Ibotensäure und Muscimol (Pantherin), die das Pantherina- oder Fliegenpilz-Syndrom verursachen. Hier kommt es nach einer Latenzzeit von 15 Minuten bis 2(4) Stunden zu Schläfrigkeit, Rauschzuständen, Schwindelgefühl, Erregung und Halluzinationen, daneben können anticholinergische und cholinergische Symptome auftreten. Leichtere Vergiftungen klingen bald ab, tödliche Vergiftungen sind selten. Es scheint beim Narzissengelben Wulstling Rassen oder Formen mit unterschiedlichen Giftgehalten zu geben, in manchen Gegenden wird er als Speisepilz gesammelt. Der Muscarin-Gehalt des Fliegenpilzes ist unbedeutend.
Der Gelbe Knollenblätterpilz enthält Bufotenin, welches beim Kochen zerstört wird, und ist damit nur roh schwach giftig. Er kommt aber durch sein unangenehmes Aroma und die Verwechslungsgefahr mit giftigen Arten nicht als Speisepilz in Frage.

## Analytik
Die zuverlässige qualitative und quantitative Bestimmung von Phalloidin gelingt nach angemessener Probevorbereitung durch Kopplung der Hochleistungsflüssigkeitschromatographie mit der Massenspektrometrie.